# 張敬 (永樂進士)
張敬（？—？），山西太原府陽曲縣人，明朝政治人物。

## 生平
建文四年（1402年）壬午科山西鄉試第一名舉人（解元），永樂二年（1404年）甲申科進士，授戶部員外郎。